# Kolio Etuale
Kolio Tumanuvao Etuale (ur. 17 marca 1973 w Lotofadze) – samoański duchowny katolicki, biskup koadiutor Samoa-Pago Pago na Samoa Amerykańskim w latach 2022–2023, biskup diecezjalny Samoa-Pago Pago od 2023.

## Życiorys

### Prezbiterat
Święcenia kapłańskie otrzymał 29 marca 2003 i został prezbiterem diecezji Samoa-Pago Pago. Pracował głównie jako duszpasterz parafialny, był też m.in. dyrektorem diecezjalnego wydziału ds. duszpasterstwa powołań, wikariuszem sądowym oraz kanclerzem kurii.

### Episkopat
4 sierpnia 2022 papież Franciszek mianował go biskupem koadiutorem Samoa-Pago Pago. Sakry udzielił mu 4 listopada 2022 biskup Peter Brown.
29 kwietnia 2023, po przyjęciu przez papieża rezygnacji biskupa Petera Hugh Browna, objął urząd biskupa diecezjalnego Samoa-Pago Pago.